# Rosa Ponselle
Rosa Melba Ponzillo, dite Rosa Ponselle, née le 22 janvier 1897 à Meriden (Connecticut) et morte le 25 mai 1981 à Baltimore (Maryland), est une soprano américaine d'origine italienne.

## Biographie

### Famille
Elle est issue d'une famille d'émigrés italiens. Son père est boulanger et ne s'intéresse pas particulièrement à la musique. Néanmoins, dès l'âge de 10 ans, elle chante avec sa sœur aînée, Carmela, dans les cinémas, théâtres et cafés-concerts des petites villes et en particulier dans le Keith Circuit qui propose des vaudevilles partout aux Etats-Unis. Les sœurs Ponzillo connaissent un certain succès et interprètent, même, des airs tirés de comédies musicales à Broadway. Elles partent en tournée avec les Marx Brothers qui en sont à leur début.
Sa sœur Carmela, mezzo-soprano, née à Schenectady le 7 juin 1888 et morte le 13 juin 1977 à New York, a d'abord chanté dans le vaudeville et le music-hall avant d'interpréter des opéras dans des compagnies itinérantes et de chanter au Met, épisodiquement, de 1925 à 1935 dans les rôles d'Amnéris d’Aïda, d’Azucena dans Le Trouvère de Verdi et dans celui de Santuzza de Cavalleria Rustica de Mascagni. Elle ne chante qu'une seule fois avec sa sœur Rosa dans La Gioconda d'Amilcare Ponchielli.

### Formation et débuts
Rosa Ponselle étudie à New York avec William Thorner, un professeur à la mode, que fréquentait sa soeur. Au début de l'année 1918, elle rencontre fortuitement Caruso qui, impressionné par sa voix, la présente à Giulio Gatti-Casazza, le directeur du Metropolitan Opera (Met) qui l'engage à l'essai pour une saison dans le rôle de Léonore pour la première de La forza del destino de Verdi, en lui disant : « C'est la première fois que j'engage une artiste américaine sans qu'elle ait fait au préalable ses preuves en Europe, si vous réussissez, vous ouvrirez les portes à d'autres chanteurs américains. »
Elle suit les cours de Romano Romani (1882-1958), un protégé de Giacomo Puccini et de Pietro Mascagni dont elle devient proche. Après cinq mois, elle prend le nom de Rosa Ponselle et elle débute dans Léonore, le 15 novembre 1918, aux côtés de Caruso avec un trac fou qui ne la quittera jamais. Elle devient très vite la coqueluche du Met, où elle chante 23 rôles et 366 représentations, à New-York et en tournées.
Puis elle travaille notamment les œuvres de Giuseppe Verdi, son auteur préféré. Après La forza del destino, elle chante Ernani, Luisa Miller, Don Carlos, Aida, Il trovatore, La traviata, qui lui valent des acclamations au Covent Garden à Londres en 1930. Sa vocalité n'est ni colorature, ni dramatique, ni lyrique... mais elle est, par sa technique, capable de chanter des rôles de différents types, avec un répertoire atypique, sans Strauss, sans Puccini ni Wagner.
Son répertoire s'enrichit avec Norma de Bellini, Cavalleria rusticana de Mascagni, Andrea Chénier d'Umberto Giordano, La Gioconda d'Amilcare Ponchielli, L'Amore dei tre re de Montemezzi, Sélika de L'Africaine et La Vestale de Gaspare Spontini représenté au Mai Musical Florentin en 1933. Elle est une bonne Donna Anna dans son seul rôle mozartien mais une Carmen déplorable qui représente son seul échec. Ponselle aura, toute sa carrière, privilégié la scène new-yorkaise, avec des incursions limitées sur les scènes d'Europe (Londres, Florence). 

### Fin de carrière et retrait
En 1936, elle essuie un refus des directeurs du Met, pour monter Adrienne Lecouvreur de Francesco Cilea. Furieuse, elle démissionne et fait ses adieux au public dans Carmen en 1937. Cette même année, elle épouse Carle Jackson, le fils du maire de Baltimore, Howard W. Jackson. Elle se retire dans sa Villa Pace, qui est devenue, depuis, le musée Rosa Ponselle. Après son divorce en 1950, elle prend la direction du Civic Opera de Baltimore en 1951 et elle enseigne. Parmi ses élèves se trouve le baryton-basse James Morris, la soprano Beverly Sills et le baryton Sherrill Milnes.
Sa voix, d'une exceptionnelle richesse, en fait l'une des plus grandes cantatrices de l'histoire du chant.

## Discographie
- Rosa Ponselle sings Today, RCA, 1955
- Rosa Ponselle in songs, RCA, 1957
- Rosa Ponselle live (1934-46), MDP 1983
- At the Villa Pace, 1954, Historical recording Enterprises
- Bizet, Carmen, 1936, Historical recording Enterprises

## Galerie

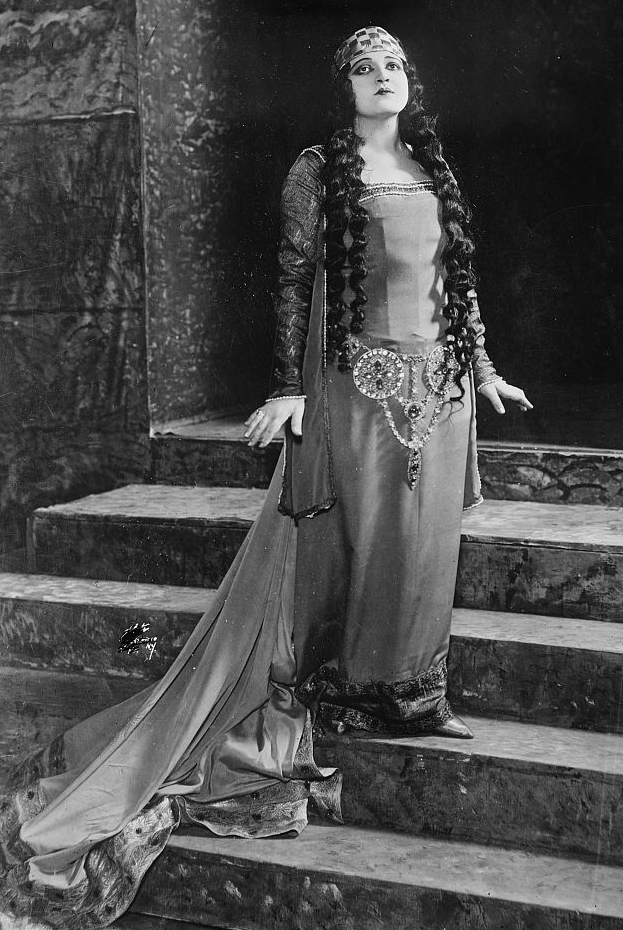
Rosa Ponselle dans Le Roi d'Ys d'Édouard Lalo.
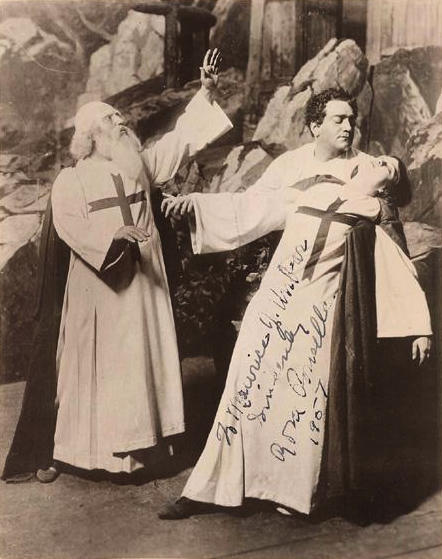
Rosa Ponselle avec Caruso dans La Forza del Destino de Giuseppe Verdi.
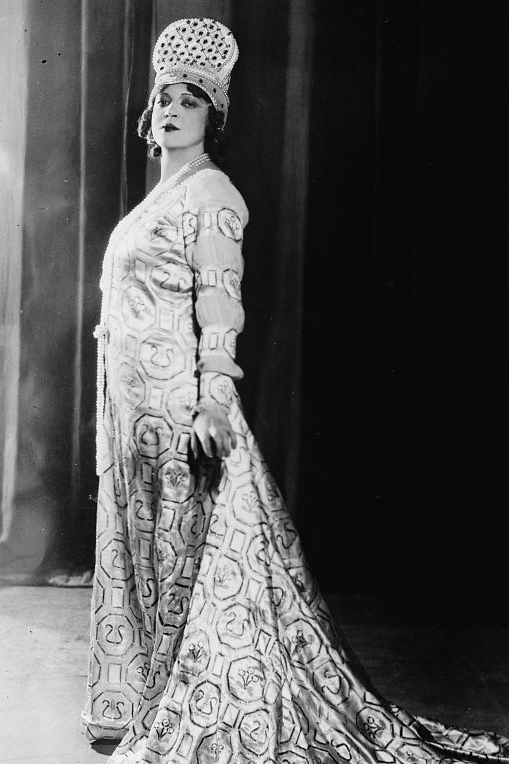
Rosa Ponselle dans Guillaume Tell de Gioachino Rossini.

## Source
- Roger Blanchard et Roland de Candé, Dieux et Divas de l'Opéra, Fayard, Paris.  (ISBN 2-213-61948-4)
- Rupert Christiansen, Prima Donna, Penguin (p. 198 et suiv)